# キルギスの鉄道

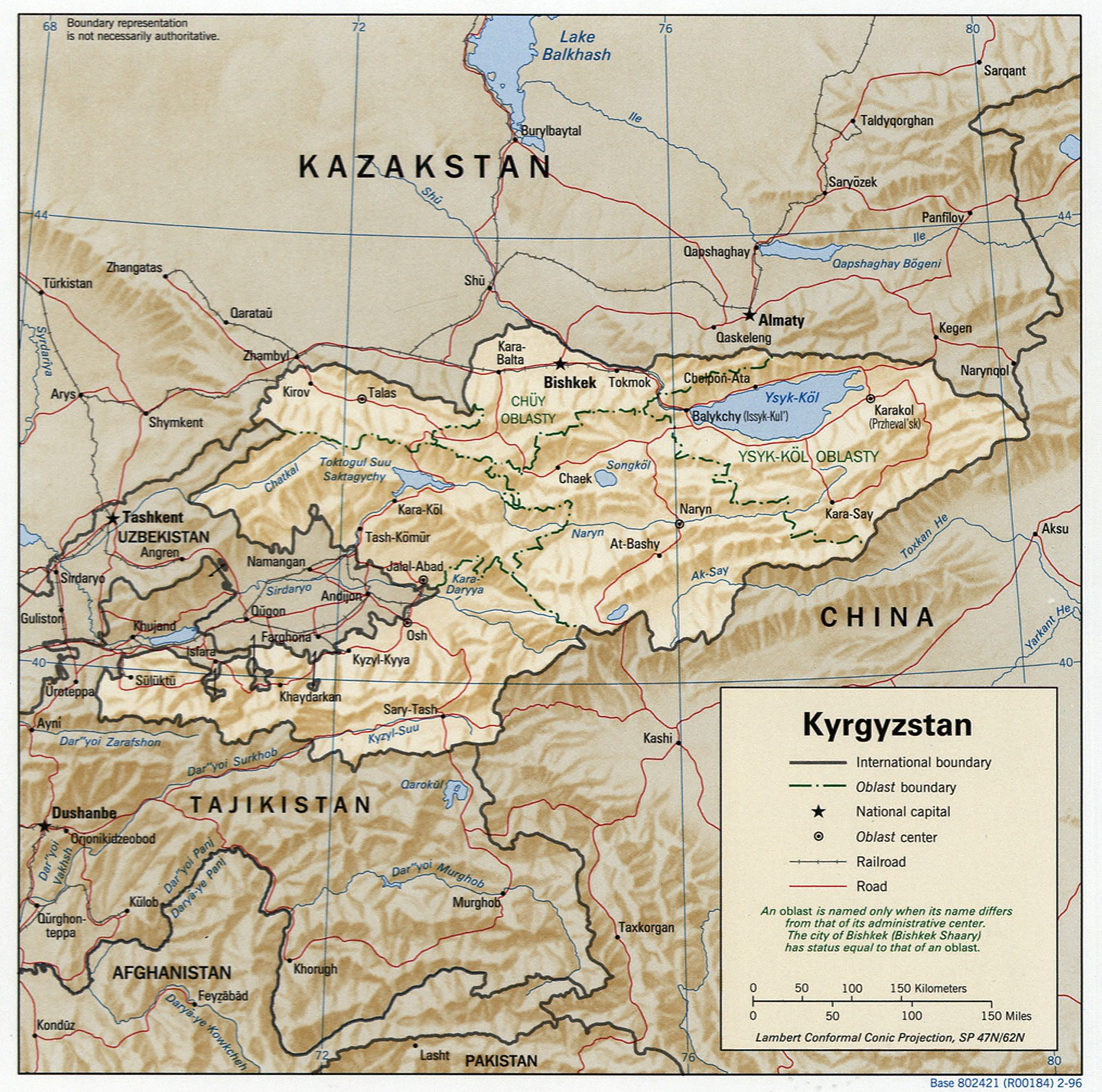
キルギスの鉄道網、道路網

キルギスの鉄道では、キルギスにおける鉄道について記す。

## 軌間
キルギスの鉄道の軌間は広軌（1,520mm）である。（距離：320km）

## 事業者
- キルギス鉄道

## 路線
- トルキスタン・シベリア鉄道 ビシュケク支線（ドイツ語版）
- オシ支線

## 隣接国との鉄道接続状況
- タジキスタン - 接続なし
- ウズベキスタン - 接続あり
- カザフスタン - 接続あり
- 中華人民共和国 - 接続なし